# Adesmus niveiceps
Adesmus niveiceps là một loài bọ cánh cứng trong họ Cerambycidae.